# Arnold Fockema Andreae
Arnold Daniel Hermannus Fockema Andreae (Leiden, 1 juli 1875 - Arnhem, 20 juni 1960) was een Nederlands jurist.
Fockema Andreae was zoon van Sybrandus Johannes Fockema Andreae, hoogleraar oudvaderlands recht aan de Universiteit Leiden, en Elisabeth Reinardina Tonckens. Zijn broer Joachimus Pieter Fockema Andreae werd later burgemeester van Utrecht en commissaris van de Koningin in Groningen. Hij volgde de lagere school en het gymnasium te Leiden en studeerde vervolgens rechten aan de Universiteit Leiden, waar hij in 1898 promoveerde op het proefschrift De rechtstoestand der gehuwde vrouw; in zijn proefschrift pleitte hij voor een verdergaande emancipatie van gehuwde vrouwen dan tot dan toe het geval was. Na zijn promotie werd hij advocaat en procureur te Leeuwarden en in 1903 griffier bij de Raad van Beroep aldaar. Van 1904 tot 1908 was hij tevens rechter-plaatsvervanger bij het kantongerecht Leeuwarden. In 1908 promoveerde hij nogmaals, ditmaal in de staatwetenschappen aan de Rijksuniversiteit Groningen. Datzelfde jaar werd hij benoemd tot rechter bij de Rechtbank Alkmaar. In 1913 stapte hij over naar de Rechtbank Arnhem, waar hij in 1925 vicepresident werd. In 1928 werd hij raadsheer bij het Gerechtshof Arnhem en in 1936 vicepresident van datzelfde gerechtshof. In 1936 was hij voorzitter van het huldigingscomité bij het onthullen van een monument voor oud-burgemeester S.J.R. de Monchy.
Op 1 augustus 1900 trouwde hij te Deventer met Fenneken "Ennie" Kosters, dochter van de predikant en Leidse hoogleraar theologie Willem Hendrik Kosters; uit dit huwelijk kwamen vier kinderen, onder wie Sijbrandus Johannes Fockema Andreae (1904-1968), rechtshistoricus, en Willem Hendrik Fockema Andreae (1909-1996), staatssecretaris; hun dochter Johanna Hermina Fockema Andreae (1908-1984) trouwde met mr. Gustaaf Willem baron Mollerus (1902-1990), president van het Gerechtshof Arnhem. Fockema Andreae overleed op 84-jarige leeftijd in zijn woonplaats Arnhem; hij werd begraven te Vorden. Hij was ridder in de Orde van de Nederlandse Leeuw.